# Альгешево (Чебоксары)
Альгешево — микрорайон в городе Чебоксары Чувашской республики Российской Федерации. Расположенный в южной части Калининского района столицы.

## Флора и фауна
На территории посёлка обнаружены:
- Pennisetia hylaeiformis[1]
- Emus hirtus[2]

## Топоним
В Чувашии существует два населённых пункта под названием Альгешево: село в Чебоксарском районе и посёлок (микрорайон) в черте Чебоксарского городского округа. Оба находятся рядом друг с другом — один на южных окраинах г. Чебоксары, другой входит в состав населённых пунктов в Чебоксарском районе. Размежевание между ними проходит по линии реки Шанги.
Народное название местности — Альгешка (Фомин, Ерина 2020, С.40).

## История
Вошёл в черту Чебоксар (Николаева 2017).

## Инфраструктура
«Средняя общеобразовательная школа № 63».

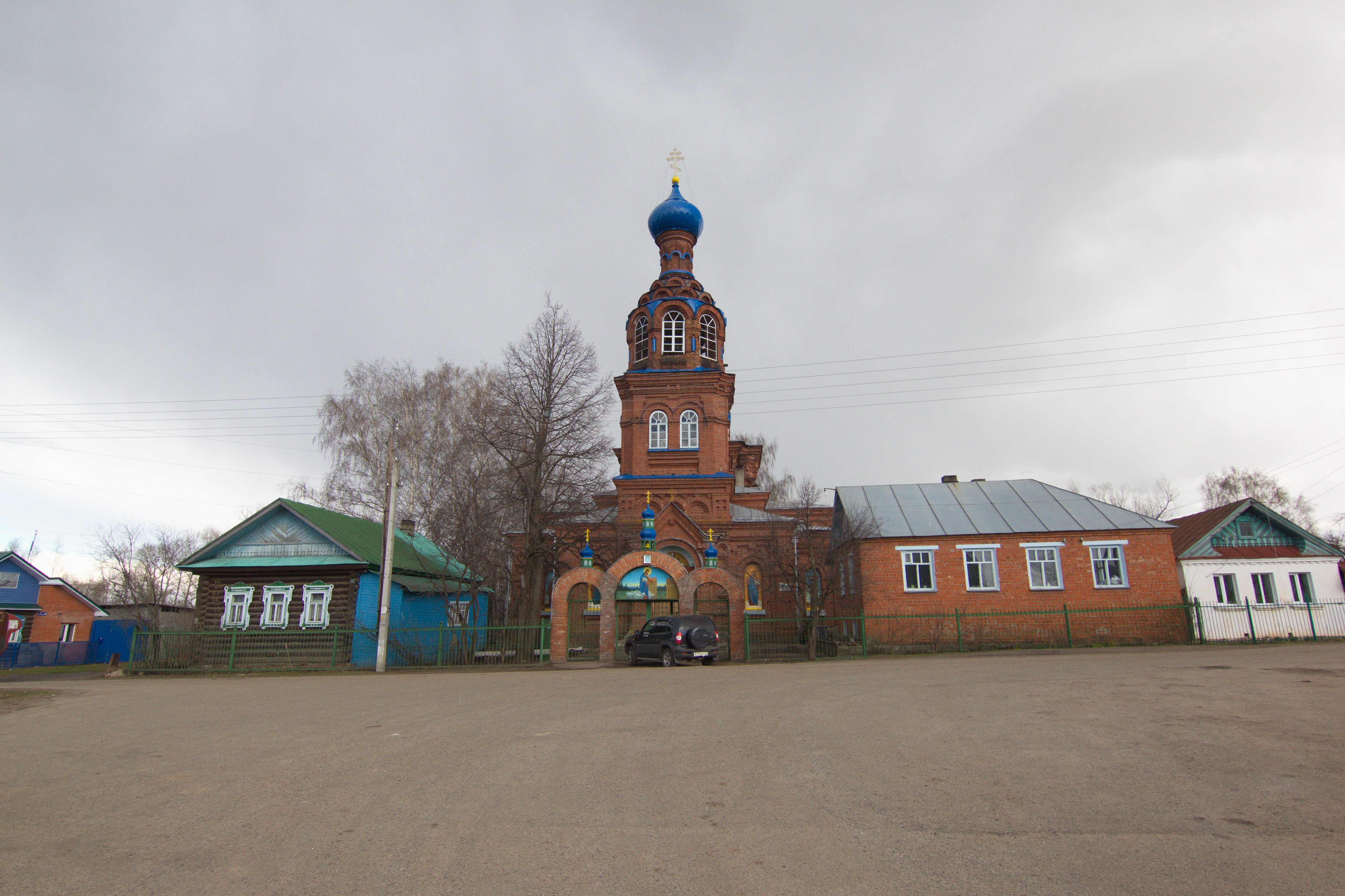
Церковь Казанской иконы Божией Матери в микрорайоне Альгешево

Филиал БУ «Городская стоматологическая поликлиника» Минздрава Чувашии (открыта в 2015 году), поликлиника (открыта в 2016 году)
На территории муниципального образования располагается Церковь Казанской иконы Божией Матери, построенная в 1915 году и относящаяся к памятникам культуры и архитектуры Республиканского значения.
Жилой фонд микрорайона как предмет анализа рынка жилой недвижимости Чебоксар рассматривался, например, в статье (Афанасьев и др., 2015). Авторы пришли к выводу, что в Северо-Западном районе самые низкие были цены на 2013 год были в п. Альгешево (33,302 рублей за м2).